# カステルヌオーヴォ・ディ・ポルト
カステルヌオーヴォ・ディ・ポルト（伊: Castelnuovo di Porto）は、イタリア共和国ラツィオ州ローマ県にある、人口約8,600人の基礎自治体（コムーネ）。

## 地理

### 位置・広がり
ローマ県北部のコムーネ。ローマの北、約25kmに位置する。

#### 隣接コムーネ
隣接するコムーネは以下の通り。
- カペーナ
- マリアーノ・ロマーノ
- モンテロトンド
- モルルーポ
- リアーノ
- サクロファーノ

### 気候分類・地震分類
カステルヌオーヴォ・ディ・ポルトにおけるイタリアの気候分類 (it) および度日は、zona D, 1733 GGである。
また、イタリアの地震リスク階級 (it) では、zona 3A (sismicità bassa) に分類される。

## 行政

### 分離集落
カステルヌオーヴォ・ディ・ポルトには、以下の分離集落（フラツィオーネ）がある。
- Capanelle, Pontestorto, Montelungo, Tre Pontoni, Valle Ioro, Vallelinda